# Salehurst
Salehurst est un village du Sussex de l'Est, en Angleterre.

## Source
- (en) Cet article est partiellement ou en totalité issu de l’article de Wikipédia en anglais intitulé « Salehurst » (voir la liste des auteurs).